# Uravakonda
Uravakonda är en ort i Indien.   Den ligger i distriktet Anantapur och delstaten Andhra Pradesh, i den södra delen av landet, 1 500 km söder om huvudstaden New Delhi. Uravakonda ligger 481 meter över havet och antalet invånare är 33 495.
Terrängen runt Uravakonda är platt. Runt Uravakonda är det ganska tätbefolkat, med 100 invånare per kvadratkilometer. Det finns inga andra samhällen i närheten. Trakten runt Uravakonda består till största delen av jordbruksmark.